# Typha
Typha (en español, espadaña, gladio, totora, boga, enea, nea, anea o inea) es el nombre de un taxón de plantas asignado a la categoría taxonómica de género, que en el sistema de clasificación APG II del 2003 era el único género de la familia Typhaceae, mientras que en  sistemas de clasificación modernos como el sistema de clasificación APG III (2009) y el APWeb (2001 en adelante) y el sistema de clasificación utilizado por Judd et al. (2007) comparte su lugar en la familia Typhaceae sensu lato junto con su género hermano Sparganium. El género posee unas 8-13 especies de plantas herbáceas acuáticas emergentes robustas, perennes, rizomatosas, con hojas muy erectas, dísticas y bifaciales, y una espiga cilíndrica de numerosas flores diminutas polinizadas por viento (las masculinas arriba y las femeninas abajo), con un perianto como escamas o cerdas, y un fruto que es como un aquenio dehiscente con el ginóforo, el estilo y el perianto persistentes en el fruto. Están distribuidas en pantanos y humedales de buena parte del mundo, formando densas colonias, los eneales o espadañales, a veces impenetrables.

## Características
Hábito: Hierbas robustas, perennes, de 1 a 3 m de altura, salvo en Typha minima, que no supera el metro. Acuáticas emergentes, monoicas (flores masculinas y femeninas en la misma planta), de tallo rizomatoso.
Hojas muy erectas, bifaciales, mayormente basales, dísticas, envainadoras, simples, sin dividir, planas, alargadas y delgadas, de venación paralela, con parénquima esponjoso.
Inflorescencia terminal, consta de una espiga cilíndrica de flores muy densas, las masculinas arriba y las femeninas debajo.
Flores muy pequeñas, unisexuales, actinomórficas, las flores femeninas hipóginas.
El perianto consiste en 0 o 3 (o raramente 8) tépalos como cerdas en las flores masculinas, y numerosos tépalos como cerdas o escamas en las femeninas (en 1-4 verticilos).
Estambres 3 (raramente 1 u 8), separados entre sí y además libres de las demás piezas florales ("apostémonos"). Las anteras son basifijas, con el conectivo ancho, extendido más allá de la teca.
El polen es liberado en tétradas o en mónadas.
El gineceo es de 1 solo carpelo, con un ovario súpero. El estilo es acrescente (se mantiene en el fruto). La placentación es apical, el óvulo es solitario, anátropo, bitégmico. 
No hay nectarios.
El fruto es dehiscente y de tipo aquenio, con un ginóforo acrescente y estilo también acrescente, y partes del perianto persistentes, que ayudan a la dispersión por viento.
Las semillas poseen endosperma con almidón.

## Ecología

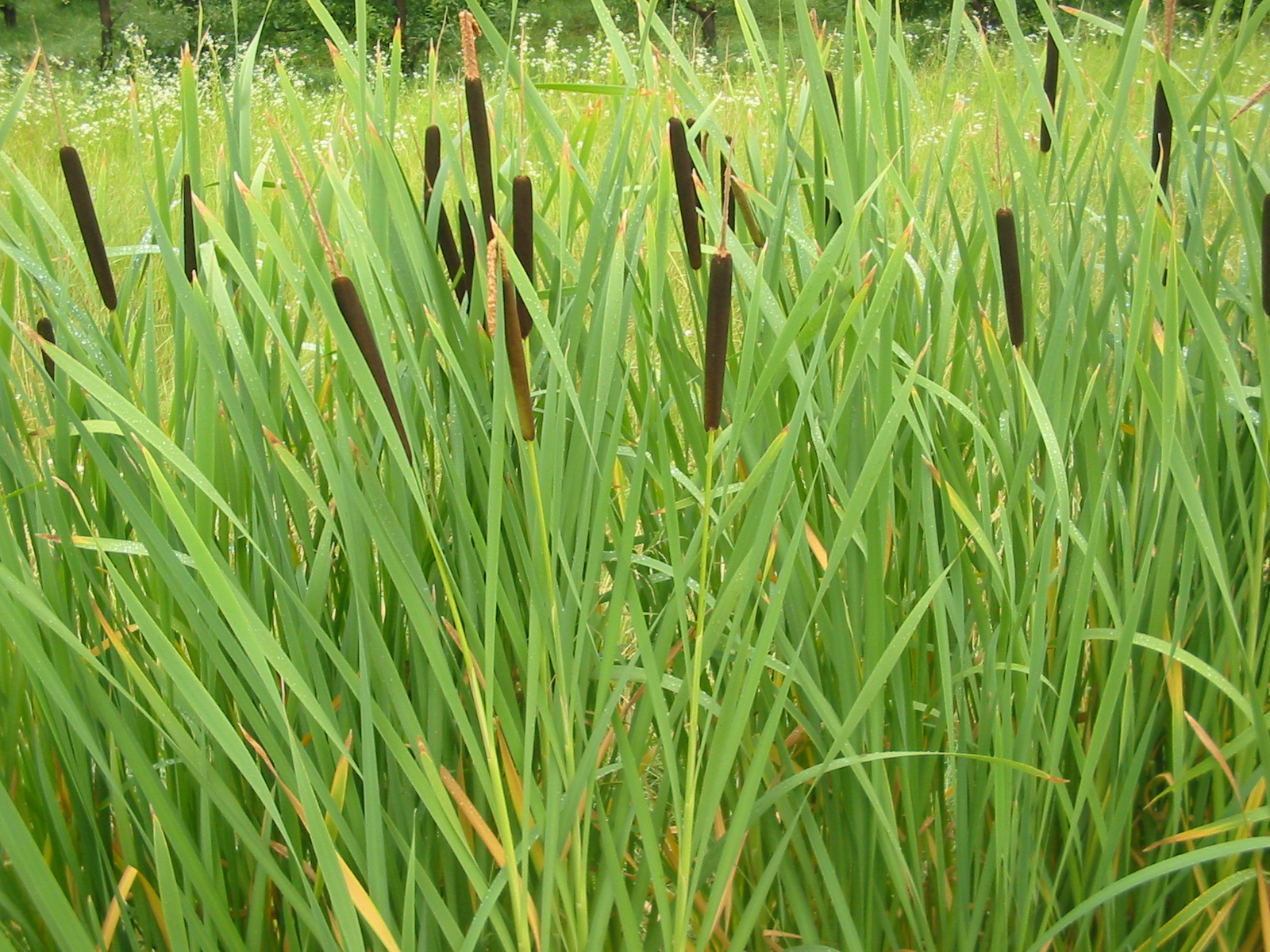
Typha latifolia con inflorescencias

Ampliamente distribuidas en todo el mundo. Typha latifolia se encuentra en todas las regiones templadas del Hemisferio Norte; Typha angustifolia, también cosmopolita, soporta peor el frío y se extiende por ello menos hacia el norte. Typha domingensis también es subcosmopolita. Las restantes especies tienen distribuciones más limitadas como Typha laxmannii, Typha minima, y Typha shuttleworthii, las que crecen en el sur de Europa y partes de Asia.
Los miembros de este taxón crecen como plantas emergentes en estanques, acequias, y pantanos. Suelen ser de las primeras especies en colonizarlos. Las colonias de totoras son muchas veces un paso importante en la desecación de lagunas y pantanos, formando una capa de denso tejido orgánico sobre la cual se deposita la tierra.
El denso sistema rizomático favorece la fijación del suelo, previniendo la erosión. En su interior se alojan numerosos insectos, y proporciona cobijo a batracios y aves lacustres. 
Otras aves emplean los restos de la inflorescencia para tapizar sus nidos. 
Las pequeñas flores de Typha son polinizadas por viento.

## Taxonomía
Introducción teórica en Taxonomía
El género fue reconocido por el APG III (2009) como parte de Typhaceae sensu lato. El género era el único miembro de Typhaceae sensu stricto en el APG II (2003

La lista de especies, según el Royal Botanic Gardens, Kew (visitado en enero del 2009):
- Typha albida Riedl, in Fl. Iran. 71: 3 (1970). SE. de Afganistán.
- Typha alekseevii Mavrodiev, Feddes Repert. 110: 127 (1999). Cáucaso.
- Typha angustifolia L., Sp. Pl.: 971 (1753). Zonas templadas del Hemisferio Norte.
- Typha × argoviensis Hausskn. ex Asch. & Graebn., Syn. Mitteleur. Fl. 1: 273 (1897). T. latifolia × T. shuttleworthii. Europa
- Typha austro-orientalis Mavrodiev, Byull. Moskovsk. Obshch. Isp. Prir., Otd. Biol. 111: 78 (2006). S. de la Rusia europea.
- Typha azerbaijanensis Hamdi & Assadi, in Fl. Iran. 42: 13 (2003). NO. de Irán.
- Typha × bavarica Graebn. in H.G.A.Engler (ed.), Pflanzenr., IV, 8: 16 (1900). T. angustifolia × T. shuttleworthii. Europa.
- Typha capensis (Rohrb.) N.E.Br. in W.H.Harvey & auct. suc. (eds.), Fl. Cap. 7: 32 (1897). Uganda a S. de África.
- Typha caspica Pobed., Bot. Mater. Gerb. Bot. Inst. Komarova Akad. Nauk S.S.S.R. 12: 21 (1950). E. de Transcaucasus.
- Typha changbaiensis M.Jiang Wu & Y.T.Zhao, Bull. Bot. Res., Harbin 30: 251 (2000). Noreste de China (Jilin).
- Typha davidiana (Kronf.) Hand.-Mazz., Oesterr. Bot. Z. 87: 133 (1938). China.
- Typha domingensis Pers., Syn. Pl. 2: 532 (1807). Trop. y Subtrop.
- Typha elephantina Roxb., Fl. Ind. ed. 1832, 3: 566 (1832). Sahara a sur centro de China.
- Typha × gezei Rothm., Repert. Spec. Nov. Regni Veg. 49: 171 (1940). T. angustifolia × T. domingensis. Sur de Europa.
- Typha × glauca Godr., Fl. Lorraine 3: 20 (1844). T. angustifolia × T. latifolia. Zonas templadas del Hemisferio Norte.
- Typha grossheimii Pobed., Bot. Mater. Gerb. Bot. Inst. Komarova Akad. Nauk S.S.S.R. 11: 12 (1949). Cáucaso a C. de Asia.
- Typha joannis Mavrodiev, Feddes Repert. 113: 283 (2001). Mongolia a Amur.
- Typha kalatensis Assadi & Hamdi, in Fl. Iran. 42: 24 (2003). Irán
- Typha latifolia L., Sp. Pl.: 971 (1753). Zonas templadas del Hemisferio Norte a centr de América, sur de Sudamérica, Nigeria a Kenia
- Typha laxmannii Lepech., Nova Acta Acad. Sci. Imp. Petrop. Hist. Acad. 12: 84 (1801). Sudste de Europa a Japón.
- Typha lugdunensis P.Chabert, Bull. Soc. Hort. Prat. Dép. Rhône 1850: 149 (1850). Este de Francia a sudoeste de Alemania.
- Typha minima Funck in D.H.Hoppe, Bot. Taschenb. 1794: 187 (1794). Europa a Mongolia
- Typha orientalis C.Presl, Epimel. Bot.: 239 (1851).Lejano Este de Rusia a Filipinas, Australasia.
- Typha persica Ghahr. & Sanei, Bull. Soc. Bot. France 126: 373 (1979). Irán
- Typha × provincialis A.Camus, Notul. Syst. (Paris) 11: 272 (1910). T. domingensis × T. latifolia. Sur de Europa.
- Typha przewalskii Skvortsov in A.I.Baranov & B.V.Skvortsov, Diagn. Pl. Nov. Mandsh.: 1 (1943). Lejano Este de Rusia a noreste de China
- Typha shuttleworthii W.D.J.Koch & Sond. in W.D.J.Koch, Syn. Fl. Germ. Helv., ed. 2: 786 (1844). Europa a Turquía.
- Typha sistanica De Marco & Dinelli, Ann. Bot. (Rome) 35-36: 131 (1976-1977 publ. 1978). Irán.
- Typha × smirnovii Mavrodiev, Byull. Moskovsk. Obshch. Isp. Prir., Otd. Biol. 105(4): 66 (2000). T. latifolia × T. laxmannii. Rusia Europea.
- Typha subulata Crespo & Pérez-Mor., Darwiniana 14: 424 (1967). Argentina a Uruguay
- Typha × suwensis T.Shimizu, J. Phytogeogr. Taxon. 37: 120 (1989). T. latifolia × T. orientalis. Japón.
- Typha tichomirovii Mavrodiev, Byull. Moskovsk. Obshch. Isp. Prir., Otd. Biol. 107(5): 77 (2002). Rusia europea.
- Typha turcomanica Pobed., Bot. Mater. Gerb. Bot. Inst. Komarova Akad. Nauk S.S.S.R. 11: 14 (1949). Centro de Asia.
- Typha tzvelevii Mavrodiev, Feddes Repert. 113: 283 (2002). Primorye.
- Typha valentinii Mavrodiev, Feddes Repert. 111: 571 (2000). Transcaucasus (Azerbaiyán)
- Typha varsobica Krasnova, Ukrayins'k. Bot. Zhurn. 59: 704 (2002). Centro de Asia.

## Importancia económica

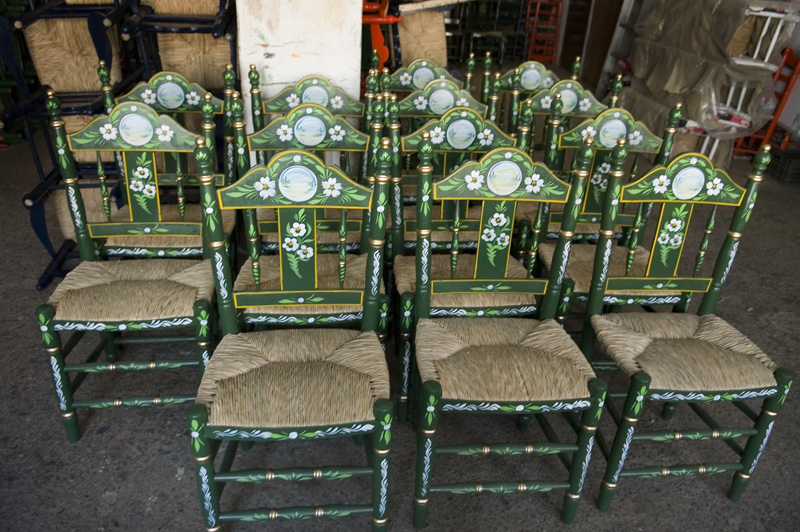
Sillas de enea artesanales. Galaroza (España)

Las hojas de Typha son usadas como material de tejido. Tradicionalmente, el uso más importante era el de la fabricación de tejidos para sillas, serijos, alfombras, esteras, cestas y otros enseres y aparejos para los trabajos agrícolas con animales como los covanillos (cestos adaptados al cuerpo de caballerías para el transporte de frutos, materiales, alimentos y herramientas.  
En La Gineta (provincia de Albacete), por ejemplo, y en muchos otros sitios de España y de otros países, se desarrolló en el siglo XX la fabricación de sillas con tejido de Typha en el asiento, industria que vino a caer en decadencia progresiva por el empleo de los materiales plásticos y otros tipos de materias primas. 
En Bolivia y Perú se empleaban tradicionalmente barcas o balsas de totora en el lago Titicaca, y también cestos y otros productos artesanales.[cita requerida]
El rizoma se aprovecha como verdura, con un alto contenido en almidón; se cosecha entre el otoño y el invierno. Los brotes tiernos se consumen a veces cocidos, y el polen se emplea como suplemento alimenticio mezclado con harina. Las inflorescencias estaminadas jóvenes también pueden ser usados como alimento.
Actualmente su resistencia a medios anóxicos y con altos grados de contaminación ha ampliado sus aplicaciones al campo de la fitorremediación, en particular en sistemas de depuración de aguas residuales como los humedales artificiales y sistemas de filtros de macrofitas en flotación (FMF). También se estudia su uso como fitoacumulador de metales pesados[cita requerida]. 
También se las puede utilizar para fabricar papel.
Son ocasionalmente utilizadas como ornamentales, especialmente las inflorescencias, que reciben el nombre de "puros" en muchos lugares de España. Se suelen cortar con cierta longitud e introducir en recipientes de cerámica, vidrio o metal como flor seca que es muy duradera. Los tallos de las inflorescencias se usaban y usan en pirotecnia.
La facilidad de su aparición hace que se las considere malas hierbas en algunos entornos controlados.